# La hija de alguien
La hija de alguien es una película española colectiva de 2019 dirigida por Marcel Alcántara, Gerard V. Cortés, Julia de Paz, Sara Fantova, Guillermo Gallego, Celia Giraldo, Alejandro Marín, Valentín Moulias, Pol Vidal, Enric Vilageliu y Carlos Villafaina, alumnado de la XX Promoción de la ESCAC - Escuela Superior de Cine y Audiovisuales de Cataluña, productora de la película, y planteada como trabajo de fin de carrera. La película tiene doblaje en catalán y castellano y está protagonizada por Aina Clotet. Tras ser proyectada en el Festival de Málaga y en el BCN FILM FEST, fue estrenada en el cine Texas de Barcelona el 24 de mayo de 2019.

## Sinopsis
Isabel es una abogada de 30 años, de clase alta y que está embarazada. Es hija de un reconocido abogado de Barcelona, y juntos se disponen a celebrar la vista oral de un juicio mediáticos que lleva tiempo preparando, pero el mismo día del juicio el padre desaparece. En la búsqueda de su padre Isabel descubrirá una realidad que pondrá patas arriba su estabilidad familiar y emocional.

## Reparto
- Aina Clotet - Isabel
- Rosa Cadafalch - Teresa
- Enric Auquer - Josep
- Mercedes Pons - Sara
- Ramon Vilageliu - Felip
- Marta Aguilar - Claudia
- Pep Ambròs - Marco

## Críticas
"Signada per 11 directors en el seu últim any a l'ESCAC, té una solidesa difícil de trobar (...) Sense primers plans i amb la càmera sempre en moviment, pur estrès. (…) Puntuació: ★★★ (sobre 5)"
Quim Casas: Diari El Periódico

## Premios y nominaciones
En el Festival de Málaga de 2019 ganó el Premio Movistar+ y la Bisnaga de Plata a la mejor actriz-Zonacine (Aina Clotet). También fue candidata a la Violette de Oro del Festival de Cine de España de Toulouse. También fue exhibida en el Festival Pelikula de Filipinas y Aina Clotet fue nominada a mejor actriz en los Premios Gaudí.